# Радке, Каролина
Каролина Батшауэр (нем. Karoline Batschauer, 18 октября 1903 — 14 февраля 1983), после замужества взявшая фамилию Радке (нем. Radke) — германская легкоатлетка, олимпийская чемпионка.
Родилась в Карлсруэ. В 1917 году семья переехала в Баден-Баден, где в 1924 году Каролина занялась лёгкой атлетикой. В 1927 году она вышла замуж за управляющего спортивным клубом Георга Радке, и переехала с мужем в его родной Бреслау. Изначально она специализировалась на дистанции 1.000 м, но когда стало известно, что на Олимпиаде-1928 женщины будут соревноваться на дистанции 800 м — переключилась на неё. В 1928 году на Олимпийских играх в Амстердаме Каролина Радке завоевала первую в истории Германии золотую олимпийскую медаль в лёгкой атлетике, установив при этом мировой рекорд, продержавшийся до 1944 года.
В 1930 году установила мировой рекорд на дистанции 1.000 м. В 1934 году она пришла 4-й на дистанции 800 м на последних Всемирных играх женщин, после чего завершила спортивную карьеру. Впоследствии работала спортивным тренером в Бреслау и Торгау. В годы Второй мировой войны её муж ушёл на фронт и оказался в советском плену. После его возвращения в 1950 году семья переехала в Карлсруэ.